# Habenaria dusenii
Habenaria dusenii är en orkidéart som beskrevs av Rudolf Schlechter. Habenaria dusenii ingår i släktet Habenaria och familjen orkidéer. Inga underarter finns listade i Catalogue of Life.